# Teloschistes chrysophthalmus
Teloschistes chrysophthalmus és un liquen fruticulós de la família Teloschistaceae, propi de les regions mediterrànies d'arreu del món. Es tracta d'una espècie fàcil de reconèixer, que no es presta a ser confosa amb altres líquens de Catalunya.

## Descripció
Aquest liquen, de coloració gris groguenc o verd groguenc en la cara superior i blanc en la inferior, té un tal·lus molt ramificat que arriba a amidar 2,5 cm d'alt. Els apotecis, lecanorins, són grans, taronges i amb forma de copa plana, que estan sobre unes parts de tal·lus que s'esfilagarsen en fibres fines o lacínies, tot donant a l'apoteci un aspecte estrellat. El fotobiont és una alga del gènere Trebouixa. Mostra preferència per zones relativament càlides, seques i eutrofitzades, instal·lant-se amb freqüència sobre branques ben il·luminades d'arbres (preferentment coníferes i quercínees) i arbusts. Aquest liquen, tot i que és fàcilment distingible, en alguns contextos es podria confondre amb Evernia prunastri, Anaptychia ciliaris, espècies del gènere Ramalina o espècies del gènere Usnea. A partir de tests químics es pot facilitar la seva identificació. El tal·lus i els apotecis es tornen de color pòrpora en aplicar-hi la solució K+ (hidròxid de potassi al 10-20% de concentració).

## Distribució
Aquesta espècie es dona especialment en les zones mediterrànies, però també la trobem distribuïda de forma dispersa arreu de les zones atlàntiques i sub-atlàntiques d'Europa central. Conegut també a Amèrica del Nord i diversos països d'Amèrica del Sud. És un liquen localment freqüent a la part mediterrània d'Espanya i més rar en el litoral cantàbric. Aquest liquen ha estat citat en diversos treballs fets a diferents parts de Catalunya.